# Municipio de North Cornwall
El municipio de North Cornwall  (en inglés: North Cornwall Township) es un municipio ubicado en el condado de Lebanon en el estado estadounidense de Pensilvania. En el año 2000 tenía una población de 6.403 habitantes y una densidad poblacional de 259.8 personas por km².

## Geografía
El municipio de North Cornwall se encuentra ubicado en las coordenadas 40°19′00″N 76°26′59″O / 40.31667, -76.44972.

## Demografía
Según la Oficina del Censo en 2000 los ingresos medios por hogar en la localidad eran de $45,732 y los ingresos medios por familia eran $53,551. Los hombres tenían unos ingresos medios de $40,036 frente a los $27,021 para las mujeres. La renta per cápita para la localidad era de $22,244. Alrededor del 8,0% de la población estaban por debajo del umbral de pobreza.